# Hypobletus pauliani
Hypobletus pauliani är en skalbaggsart som först beskrevs av Thérond 1960.  Hypobletus pauliani ingår i släktet Hypobletus och familjen stumpbaggar. Inga underarter finns listade i Catalogue of Life.